# サウロの回心 (ブリューゲル)
『サウロの回心』（サウロのかいしん、独: Bekehrung Pauli、英: The Conversion of Paul）は、初期フランドル派の巨匠ピーテル・ブリューゲルが1567年に板上に油彩で描いた絵画で、『新約聖書』の「使徒行伝」に記述されているサウロ (後の聖パウロ) を主題としている。1594年にネーデルラント総督エルンスト・フォン・エスターライヒ大公により取得され、エルンスト大公の兄であった神聖ローマ皇帝ルドルフ2世の手中に帰した。作品は1876年にプラハからウィーンに移され、現在は美術史美術館に所蔵されている。

## 主題
「使徒行伝」(9章:1-9) によると、律法学者のサウロはキリスト教徒を迫害するためダマスカスに向かう途中、突然、天からの一条の光を浴びて失明し、落馬する。その時、彼は「サウロ、サウロ、なぜわたしを迫害するのか」というイエス・キリストの声を聞き、その後、回心してキリスト教徒になった。
この作品が制作された前年、スペイン領であったネーデルラントではカルヴァン派による過激な聖像破壊運動が勃発した。翌年の1567年、彼らを鎮圧するため、スペインのアルバ公爵フェルナンド・アルバレス・デ・トレドは1万数千人の軍隊を引率し、アルプス山脈を越えてブリュッセルに入場した。ブリューゲルが本作にその歴史的出来事を暗喩し、アルバ公の「回心」を願ったとする見方もあるが、信憑性はない。

## 作品
両側が険しく切り立った岩山の間を何百、何千という兵士が黙々と行軍を続けている。彼らはキリスト教徒迫害のためサウロに随行する一行である。ブリューゲルはこの出来事を峻厳な山岳を背景に描いているが、かつてのイタリア旅行の際、自身が目にしたアルプスの壮大な光景を想起したのであろうか。
前景には大きく描かれた騎兵がおり、彼らの奥には歩を進める兵卒らがいる。何かが起きたという動揺で隊列を乱している彼らはほとんどが後ろ姿で描かれ、鑑賞者の視線は画面中央に描かれている倒れたサウロへと導かれる。とはいえ、サウロの姿は小さく、馬上の騎士の中に埋もれて、その存在はわかりにくい。周囲の険しい崖と切り立つ岩山の中で、物語自体もかすんでしまっている。
ブリューゲルの師ピーテル・クック・ファン・アールストを初めとする多くの画家は、主人公サウロの物語を劇的に描くため落馬するサウロを前景の目立つ場所に位置づけた。ブリューゲルの画面はそうした構図とは対照的であるが、このように主人公を小さく目立たなく描く構図は、キリストを描いている『ゴルゴタの丘への行進』 (美術史美術館) にも見られる。